# (32575) 2001 QY78
2001 QY78 (asteroide 32575) é um asteroide da cintura principal. Possui uma excentricidade de 0.33820300 e uma inclinação de 2.22747º.
Este asteroide foi descoberto no dia 16 de agosto de 2001 por LINEAR em Socorro.